# Championnat de France de baseball Élite 2006
Navigation
2005 2007
Le Championnat de France de baseball Élite 2006 met aux prises les neuf meilleures formations françaises du 26 mars 2006 au 17 septembre 2006.

## Modalités
Lors de la saison régulière, les neuf équipes ont disputé 32 rencontres du 26 mars au 10 septembre 2006. Les demi-finales (1er contre 4e et 2e contre 3e) ont lieu les 23, 24 et 30 septembre. La finale s'est jouée en cinq rencontres du 14 au 22 octobre.
Les demi-finales devaient se dérouler les 16 et 17 septembre, mais furent reportés en raison de la rencontre de barrage entre Toulouse et Rouen pour l'attribution de la première place de la saison régulière.

## Clubs de l'édition 2006
- Woodchucks de Bois-Guillaume (Seine-Maritime)
- Hawks de La Guerche (Ille-et-Vilaine)
- Barracudas de Montpellier (Hérault)
- Paris UC (Paris)
- Huskies de Rouen (Seine-Maritime)
- Jimmer's de Saint-Lô (Manche)
- Lions de Savigny (Essonne)
- Templiers de Sénart (Seine-et-Marne)
- Tigers de Toulouse (Haute-Garonne)

| Paris Rouen Bois-Guillaume Toulouse Saint-Lô Sénart Savigny La Guerche Montpellier |

## Classement après la saison régulière
A égalité après la fin de la saison régulière, Toulouse et Rouen se sont départagés le 17 septembre 2006 au cours d'une partie qui a vu la victoire des Tigers de Toulouse 2 à 1 en 13 manches. De même, La Guerche bat Saint-Lô 10-2.
3 rencontres reportées en raison d'intempéries ne sont pas disputées en fin de saison, leurs résultats n'ayant plus d'influence sur le classement : Bois-Guillaume/Montpellier (x2) et Savigny-sur-Orge/Montpellier.
Le classement final de la saison régulière s'établit comme suit:
| Rang | Equipe                       | Joué | Gagné | Perdu |
| 1    | Tigers de Toulouse           | 33   | 28    | 5     |
| 2    | Huskies de Rouen             | 33   | 27    | 6     |
| 3    | Lions de Savigny             | 31   | 18    | 13    |
| 4    | Templiers de Sénart          | 32   | 17    | 15    |
| 5    | Hawks de La Guerche          | 33   | 16    | 17    |
| 6    | Jimmer's de Saint-Lô         | 33   | 15    | 18    |
| 7    | Barracudas de Montpellier    | 29   | 10    | 19    |
| 8    | Paris UC                     | 32   | 7     | 25    |
| 9    | Woodchucks de Bois-Guillaume | 30   | 5     | 25    |

## Demi-finales
- Templiers de Sénart - Tigers de Toulouse: 3-7, 1-12, 5-8.
- Huskies de Rouen - Lions de Savigny : 3-2, 4-3, 12-1.

## Finale
La finale s'est jouée au meilleur de 5 rencontres :
- 14 octobre 2006 : Rouen - Toulouse : 5-9.
- 15 octobre 2006 : Rouen - Toulouse : 9-6.
- 21 octobre 2006 : Toulouse - Rouen : 6-2.
- 22 octobre 2006 : Toulouse - Rouen : 1-7.
- 22 octobre 2006 : Toulouse - Rouen : 0-5.

Les Huskies de Rouen conservent leur titre de Champion de France.
Toulouse se qualifie pour la Coupe CEB (Groupe A) qui aura lieu en Croatie en 2007.
Rouen jouera la Coupe des Champions (Groupe A) à Saint-Marin en 2007.

## Récompenses individuelles
- Meilleur frappeur du Championnat Élite : Cy Donald (Rouen).
- Meilleur lanceur du Championnat Élite : Samuel Meurant (Toulouse).
- Meilleur joueur de la finale Élite : Robin Roy (Rouen).

## Barrages Élite - Nationale 1
Ces rencontres auront lieu entre les équipes Élite les moins bien classées et les équipes de Nationale 1 les mieux classées afin de déterminer qui descendra en N1 et qui montera en Élite.
Les clubs engagés sont:
- - POULE A
- 5e ELITE : Hawks de La Guerche de Bretagne
- 7e ELITE : Barracudas de Montpellier
- 9e ELITE : Woodchucks de Bois-Guillaume
- 1er POULE B N1 : Rouen Baseball 76 2
- 2e POULE A N1 : Compiègnois BaseBall Club
- 2e POULE C N1 : Meds de Marseille

- - POULE B :
- 6e ELITE : Jimmer's de Saint-Lô
- 8e ELITE : Paris Université Club (baseball)
- 1er POULE A N1 : ASC Seagulls Baseball Club
- 1er POULE C N1 : Baseball Club Biterrois
- 2e POULE B N1 : Panthères de Pessac
- Wild Card N1 : Cougars de Montigny

L'ASC Seagulls Baseball Club monte en division Élite.